# 陈政高
陈政高（1952年3月—2024年6月16日），辽宁海城人，中华人民共和国政治人物。原大连海运学院海洋船舶驾驶专业毕业，东北财经大学财政金融系货币银行学专业毕业，在职研究生学历，经济学硕士。中共第十七届候补中央委员，第十八届中央委员。曾长期在辽宁省担任重要领导职务，于2007年12月至2014年4月，任辽宁省人民政府省长。原中华人民共和国住房和城乡建设部部长。

## 生平
1970年12月参加工作。1972年2月加入中国共产党，同年受推荐进入原大连海运学院（今大连海事大学）航海系学习，成为“工农兵学员”。毕业后，留校从事党务宣传、共青团工作。1982年，出任共青团大连市委常委、学校部部长，开启从政之路。
此后，陈政高长期在大连市工作；曾历任共青团大连市委副书记，长海县副县长，大连市西岗区副区长、区长；1993年2月，出任大连市副市长，成为薄熙来的“副手”。1997年11月，陈政高擢升辽宁省省长助理。仅三个月后，在辽宁省人大九届一次会上，当选副省长，时年46岁。
2000年，时任沈阳市市长慕绥新因涉嫌贪腐被免职，陈政高于当年12月起，兼任沈阳市人民政府市长职务。2003年1月，任中共沈阳市委副书记、市长。2005年12月，升任中共辽宁省委常委、沈阳市委书记。此时，李克强担任中共辽宁省委书记，力主开展棚户区和工矿采空区住房改造工作，陈政高在沈阳市积极推进相关工作，取得了不错的成绩。
2007年12月，55岁的陈政高接替張文岳出任辽宁省人民政府代省长，于2008年1月28日召开的辽宁省十一届人大一次会议上，正式当选省长后，陈政高开始在全省范围内推行大规模的棚户区改造工作 。
2014年4月29日，中共中央宣布，任命陈政高为住房和城乡建设部党组书记，5月5日辞去辽宁省人民政府省长职务。6月27日，第十二届全国人大常委会第九次会议表决通过，决定任命陈政高为住房和城乡建设部部长。
2017年6月27日，任职刚满三年的陈政高被免去住房和城鄉建設部部長職務，由王蒙徽接替。
2024年6月16日，陈政高于北京逝世。